# Jewel Staite

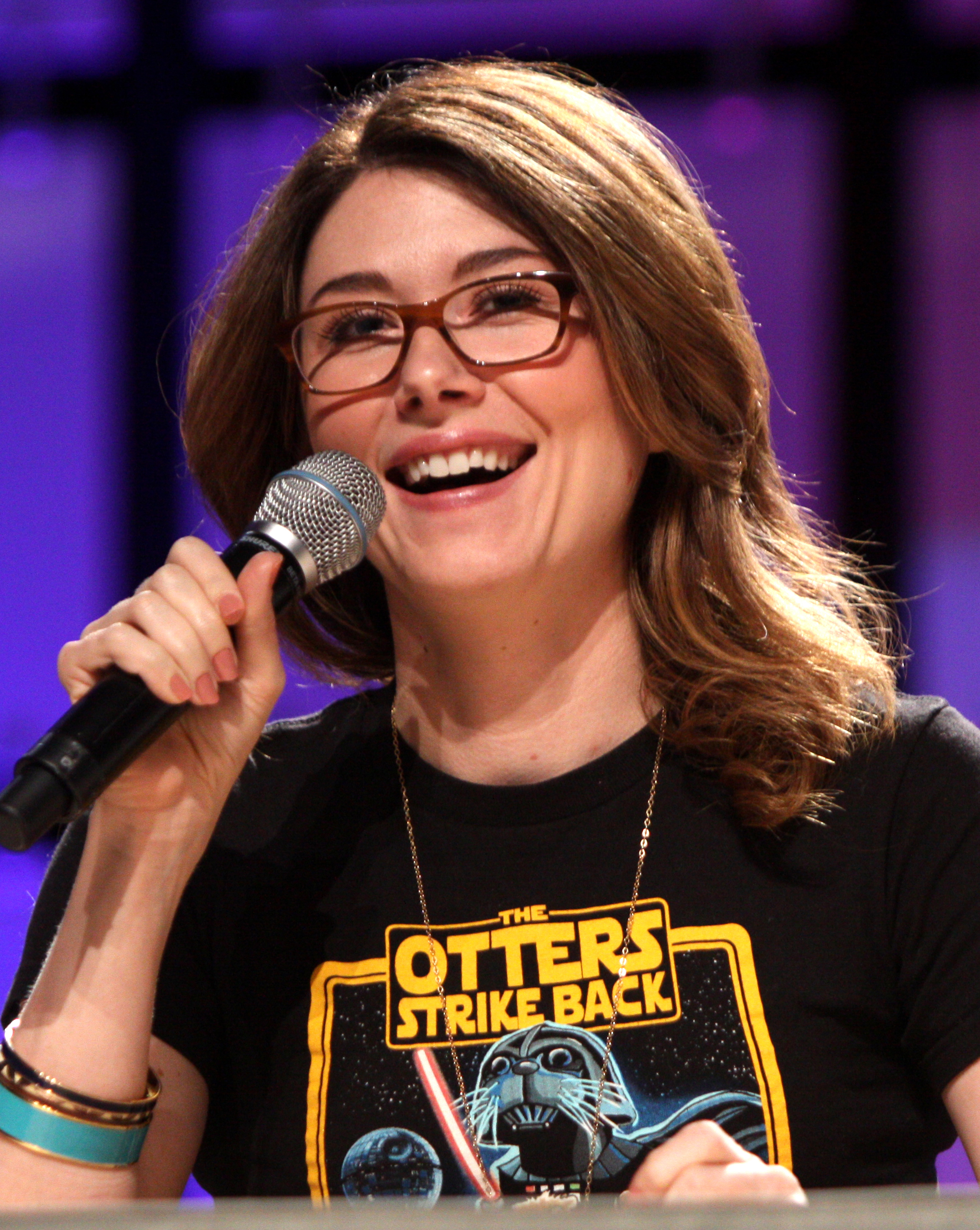
Jewel Staite (2013)

Jewel Belair Staite (* 2. Juni 1982 in White Rock, British Columbia) ist eine kanadische Schauspielerin. Sie wurde vor allem durch ihre Rollen als Kaylee Frye in der Fernsehserie Firefly – Der Aufbruch der Serenity und dem darauf basierenden Film Serenity – Flucht in neue Welten (2005) sowie als Dr. Jennifer Keller in Stargate Atlantis bekannt.

## Leben und Karriere
Bis zum vierten Lebensjahr lebte Staite auf Maui, wo sie bereits mit zwei Jahren ihre ersten Bühnenauftritte hatte. Nach dem Umzug nach Vancouver bekam sie das Angebot, sich für die Kindermode von Sears fotografieren und filmen zu lassen. Jahrelang war sie am Vancouver Youth Theatre aktiv und übte dort mehrere Tage die Woche, was ihr schließlich diverse Modelaufträge verschaffte und zu ihren ersten Auftritten in Werbespots und schließlich auch zu größeren Fernsehrollen führte. Ihr Schaffen für Film und Fernsehen seit 1991 umfasst mehr als 60 Produktionen.
Am 25. April 2003 heiratete Staite ihren Freund Mat Anderson im Beisein ihrer Firefly-Kollegen Morena Baccarin und Nathan Fillion auf Maui. Am 13. Dezember 2011 gab sie in ihrem Blog ihre bevorstehende Scheidung bekannt.
Im Dezember 2015 kündigte Staite die Geburt ihres Sohnes mit ihrem Freund Charlie Ritchie an, den sie am 23. Juli 2016 heiratete. Die Deutschlandpremiere der Anwaltserie Family Law mit Staite in der Hauptrolle war im September 2023 auf Sky One. Sie unterstützt diverse AIDS-Hilfsorganisationen.

## Filmografie (Auswahl)

### Filme
- 1992: Liar Liar (Fernsehfilm)
- 1995: Gold Diggers – Das Geheimnis von Bear Mountain (Gold Diggers: The Secret of Bear Mountain)
- 1996: Schnappt den Doppelgänger (The Prisoner of Zenda, Inc.)
- 2002: Die Highschool Trickser (Cheats)
- 2005: Serenity – Flucht in neue Welten (Serenity)
- 2005: Im Bann der schwarzen Witwe (Widow on the Hill, Fernsehfilm)
- 2009: The Tribe – Die vergessene Brut (The Tribe)
- 2010: Mothman – Die Rückkehr (Mothman)
- 2010: Mrs. Miracle 2 – Ein zauberhaftes Weihnachtsfest (Call Me Mrs. Miracle)
- 2011: Doomsday Prophecy – Prophezeiung der Maya (Doomsday Prophecy)
- 2015: Kleinstadtorgien – Alles muss, nichts kann (How to Plan an Orgy in a Small Town)

### Fernsehserien
- 1995: Grusel, Grauen, Gänsehaut (Are You Afraid of the Dark?, 2 Episoden)
- 1995: Akte X – Die unheimlichen Fälle des FBI (The X-Files, Episode 3x08)
- 1996: Space Cases (15 Episoden)
- 1996–1997: Flash Forward (26 Episoden)
- 1997–1999: Liebling, ich habe die Kinder geschrumpft (Honey, I Shrunk the Kids: The TV Show, 5 Episoden)
- 1998–2001: Da Vinci’s Inquest (14 Episoden)
- 2000: Higher Ground (22 Episoden)
- 2001: Seven Days – Das Tor zur Zeit (Seven Days, Episode 3x16)
- 2001: Immortal – Der Unsterbliche (The Immortal, Episode 1x13)
- 2002: Just Deal (8 Episoden)
- 2002: X-Factor: Das Unfassbare (Beyond Belief: Fact or Fiction, Fernsehserie, Episode 4x04, 2. Teil Übersinnlich Verbunden)
- 2002–2003: Firefly – Der Aufbruch der Serenity (Firefly, 14 Episoden)
- 2003: Dead Like Me – So gut wie tot (Dead Like Me, Episode 1x14)
- 2004: Wonderfalls (4 Episoden)
- 2005–2009: Stargate Atlantis (33 Episoden)
- 2010: Warehouse 13 (Episode 2x02)
- 2011: Supernatural (Episode 7x03)
- 2012: The L.A. Complex (19 Episoden)
- 2013–2014: The Killing (11 Episoden)
- 2016: Castle (Episode 8x20 Mord à la Shakespeare)
- 2016: Legends of Tomorrow (Episode 1x10)
- 2016: Motive (Episode 4x13)
- 2017: Blindspot (Episode 2x19)
- 2018: The Good Doctor (Episode 2x06)
- 2018: Take Two (Episode 1x07)
- 2018: Real Detective (Episode: Die verschwundene Prostituierte)
- 2019: The Order (Episoden 1x05–1x06)
- 2019–2020: The Magicians (Fernsehserie, 4 Episoden)
- 2021: Heritage Minutes
- seit 2021: Family Law
- 2022: Quantum Leap – Zurück in die Vergangenheit (Quantum Leap, Episode 1x06)
- 2025: Resident Alien (Staffel 4)